# Alfred Grévin
Pour les articles homonymes, voir Grévin.
Alfred Grévin, né le 28 janvier 1827 à Épineuil et mort le 5 mai 1892 à Saint-Maur-des-Fossés, est un sculpteur, caricaturiste, dessinateur et costumier de de théâtre français.
Il est également connu pour avoir donné son nom au musée de cire éponyme qu'il a fondé, avec le journaliste Arthur Meyer, ouvert en 1882.

## Biographie
Ayant débuté dans la vie comme employé à la compagnie Paris-Lyon-Méditerranée, il lui arrive souvent, tout en griffonnant des états et copiant des circulaires, de risquer des croquis originaux et tout d'inspiration, sans avoir suivi d'études en art, avec nul autre but que de s'amuser. Un ami, qui avait remarqué ces pochades crayonnées au coin des dossiers de l’administration ferroviaire, en ayant présenté quelques-unes à Charles Philipon, alors directeur du Journal amusant et de la Caricature qui, frappé de l’originalité des dessins du jeune employé, ne tarde pas à se l'attacher comme collaborateur.
En 1853, âgé de 26 ans, il s'installe à Paris. Outre le Journal amusant, il met également ses talents de caricaturiste au service du Gaulois et du Petit Journal pour rire. La Caricature, qui était un journal politique, disparut, mais le Journal Amusant prit, par contre, un très grand développement, pour rester une des feuilles à images les plus répandues. Grévin y a obtenu un succès qui l’a bientôt fait rechercher dans tous les journaux analogues et, après la mort de Cham, il est devenu l’un des dessinateurs les plus assidus et les plus goutés du Charivari.
Les dessins de Grévin relèvent du domaine du burlesque : il réalise principalement des caricatures, et publie parfois même des ébauches de « ses » femmes. Ses œuvres possèdent une moralité tout aussi profonde que celle de Gavarni mais, à la différence de ce dernier, Grévin s’est livré à son inspiration humoristique, sans s’ériger en réformateur des mœurs. Instantanés comme la photographie, ses croquis reflètent les ridicules et les vices avec la rapidité de l'objectif s'emparant de l'image qui passe devant lui.
Sa carrière de dessinateur décolle en 1868, lorsqu’il imagine de se consacrer plus spécialement au grand dessin de première page du Journal amusant, pour lequel il dégage une nouvelle variété de légende, ce qu’il appelle une « scène de la vie intime ». Pendant les deux décennies suivantes, il sera le principal attrait du Journal amusant et du Petit Journal pour rire. On se précipitait sur la première page pour voir ces femmes si drôlement troussées, ces Parisiennes, artistes, cocottes ou petites bonnes, qu’il connaissait si bien, qu’un des compliments les plus ordinaires de la fin du second Empire consistait à dire à une jolie femme qu’elle était « un Greuze retouché par Grévin ». À partir de 1869, il publie, avec Louis Adrien Huart, un Almanach des Parisiennes.
Passionné de théâtre, il écrit, en collaboration avec Ernest d'Hervilly, le Bonhomme Misère, légende en 3 tableaux, en vers, une sorte de légende mystique jouée par l’Odéon, en 1877, qui ne réussit qu’à demi. Le public n’avait pas encore repris gout aux spectacles de ce genre, qui sont devenus très à la mode par la suite. 
La brièveté de la carrière de dramaturge de Grévin ne l’a pas empêché de demeurer très attaché aux choses du théâtre. Les directeurs s’adressaient volontiers à lui, qui aimait infiniment cette besogne, pour dessiner des costumes dans les pièces et les féeries. Dans beaucoup des ballets qui ont réussi, il a été le collaborateur très heureux des directeurs de théâtre. Il avait inventé un type de costume dont l’originalité consistait à allier le nu et les ajustements classiques des danseuses avec quelque chose d’emprunté à la mode contemporaine.
Il s’est fait une véritable notoriété comme peintre de costumes, pour les pièces à spectacle ainsi que pour les bals masqués du grand monde. Durant plus d’une décennie, il a habillé des vedettes comme Anna Judic ou Louise Théo et les danseuses des théâtres de féerie. Il a, dans une assez large mesure, renouvelé. l’art du costume au théâtre.
À partir de 1867, ses revenus lui permettent de s'installer dans une demeure à Saint-Mandé, au 16 bis rue de Bérulle. En 1871, pendant la Commune, alors qu’il était conseiller municipal de cette commune, les Communards ont manifesté l’intention d’en prendre possession, ce qui aurait placé ses habitants entre les balles des fédérés et les obus des Versaillais. La ville lui doit l’idée ingénieuse d’ériger Saint-Mandé en commune. La Commune de Paris, ayant sanctionné le nouvel état de choses en reconnaissant l’indépendance de Saint-Mandé, celle-ci a été exempte, grâce à Grévin, des horreurs de la guerre civile.
En 1881, le directeur du quotidien Le Gaulois, pour lequel il avait réalisé des caricatures, Arthur Meyer, lui propose de créer des figures de cire pour « mettre un visage » sur les personnalités dont il était question dans son journal, la photographie n'étant, à l’époque, pas encore devenue la norme dans la presse. Il prend,  comme metteur en scène, la direction du musée de figures de cire des personnalités, qui faisaient l'actualité, qui porte son nom. Ouvert, le 5 juin 1882, le succès du musée Grévin est immédiat.
Atteint d’ataxie et de diabète depuis deux ans, le célèbre dessinateur a succombé à une congestion cérébrale, dans une propriété qu'il possédait à Saint-Maur-des-Fossés. Ramené à Saint-Mandé, où ont eu lieu ses obsèques, il est incinéré, suivant le désir exprimé par la famille, au cimetière du Père-Lachaise, puis inhumé dans le cimetière Sud de Saint-Mandé (division 4). Le musée Grévin est resté fermé toute la journée en signe de deuil.

## Jugements
« Grévin avait adopté une très particulière silhouette de femme, pimpante et sémillante, grêle de formes, à l'œil prompt, au nez troussé, à la mine hardie, en laquelle il avait pour ainsi dire incarné l'aventure parisienne. Qu'il la dessinât à la plume ou au crayon, qu'il la représentât seule ou accompagnée d'un bout de légende malicieuse, on saisissait à première vue le modèle et la signature. Il en avait fait un type, un caractère du temps, une expression de mode fort significative. Un GRÉVIN ! On reconnaissait dans ce seul mot l'élégance moderniste, l'allure engageante, la grâce coquette assaisonnée d'un grain de perversité, le chic enfin qui en était le cachet habituel, l’abrégé, l’essence. »

— Frédéric Loliée, La Nouvelle Revue

« Grévin fut le poète de la Parisienne moderne, dont il sut, mieux que personne, fixer la piquante silhouette. […] Ce petit peuple enjuponné du Paris des rues, c'est le bien propre de Grévin. Il a su en fixer d'un trait les allures provocantes, en souligner d'un mot cinglant comme un coup de cravache, l'insouciance bohème et la cynique naïveté. Qui n'a dit en voyant passer une d'elles : Un GRÉVIN ! »

— Sergines, Les Annales politiques et littéraires

## Publications
- Les Maîtres Humoristes, Alfred Grévin, Société d'Édition et de Publications Librairie Félix Juven, Paris, 1907.
- Avec Adrien Huart, Les Parisiennes, Paris, M. Dreyfous, 1878, 796 p., ill., pl. ; in-4º (OCLC 921586289, lire en ligne sur Gallica).
- Avec Ernest d'Hervilly, Le Bonhomme Misère : légende en trois tableaux, en vers, Paris, G. Charpentier, 1877, 47 p., in-12 (OCLC 764080057, lire en ligne sur Gallica).
- Avec Cham, Charles Albert d'Arnoux, Bertall, Album drolatique, Paris, E. Plon, 1878, 16 p., in-8º (OCLC 80164827).
- Album fantaisies parisiennes, Paris, Bureaux du Journal amusant, du Petit journal pour rire, 1880, 27 f. de lam. : il. col., 38 cm (OCLC 1249905741).
- Avec Adrien Huart et Pierre Véron, Almanach des Parisiennes, Paris, 1873-1889, in-8º (OCLC 470063966).
- L'Esprit des femmes, 1873.
- Édouard Siebecker (ill. Jules Grévin), Cocottes et petits crevés, Paris, A. Le Chevalier, 1867, 128 p., ill. ; in-16 (lire en ligne sur Gallica).
- La Petite Poste des amoureux : nouveau secrétaire galant, contenant des modèles de lettres, de déclarations, de reporches, de jalousies et un choix de poésies amoureuses, etc., complétés par Le guide du mariage, indiquant tous les actes nécessaires pour la célébration et le cérémonial du mariage, Paris, Théodore Lefèvre, 1900, 216 p. (OCLC 755767258, lire en ligne).
- La Trésorière : comédie en 5 actes en vers, Paris, in-16 (OCLC 469474149).
- Les Filles d’Ève : album de travestissements plus ou moins historiques, Paris, Henri Plon, 1887, 155 p., 24 pl. en coul., couv. édit. ; in-4º oblong (OCLC 27459933, lire en ligne sur Gallica).